# Nedre Bäck
Nedre Bäck är en ort som ligger cirka tre mil söder om Skellefteå. Byn omnämns redan på 1300-talet och på 15- och 1600-talet var byn en av de större byarna runt nuvarande Skellefteå. Byn ligger gynnsamt, nära havet samt nära sjöarna Storträsket och Lillträsket. 
Där finns gravrösen från vikingatiden. Till Bäcks by räknas numera också Bäckån och Övre Bäck, där man förut hade sina fäbodar och slåtterängar.
Strax norr om Nedre Bäck ligger även Skellefteå sockens sista avrättningsplats.
"För en målare är landskapet kring Bäck ljuvligt att se på med dess Sundshed, dess två sjöar glittrande i sommarsolen. Där ligger det med sina bergknallar och sin bäck, sina tegar sina välvårdade byggnader och med sin närhet till havet, 
som gör, att sommaren här varar länge, och höstens färger kommer sent, och frosten sällan numera tar kornet..."
Av konstnär Hannes Wagnstedt ur boken om Bäcks By